# Croismare
Croismare és un municipi francès situat al departament de Meurthe i Mosel·la i a la regió del Gran Est. L'any 2007 tenia 613 habitants.

## Demografia

### Població
El 2007 la població de fet de Croismare era de 613 persones. Hi havia 240 famílies, de les quals 52 eren unipersonals (24 homes vivint sols i 28 dones vivint soles), 84 parelles sense fills, 96 parelles amb fills i 8 famílies monoparentals amb fills.
La població ha evolucionat segons el següent gràfic:
Habitants censats

### Habitatges
El 2007 hi havia 260 habitatges, 239 eren l'habitatge principal de la família, 7 eren segones residències i 14 estaven desocupats. 237 eren cases i 21 eren apartaments. Dels 239 habitatges principals, 198 estaven ocupats pels seus propietaris, 36 estaven llogats i ocupats pels llogaters i 5 estaven cedits a títol gratuït; 5 tenien dues cambres, 27 en tenien tres, 50 en tenien quatre i 157 en tenien cinc o més. 163 habitatges disposaven pel capbaix d'una plaça de pàrquing. A 87 habitatges hi havia un automòbil i a 123 n'hi havia dos o més.

### Piràmide de població
La piràmide de població per edats i sexe el 2009 era:
| Homes | Edats   | Dones |
| ----- | ------- | ----- |
| 0     | 95 o +  | 0     |
| 0     | 90 a 94 | 8     |
| 0     | 85 a 89 | 12    |
| 4     | 80 a 84 | 12    |
| 8     | 75 a 79 | 8     |
| 20    | 70 a 74 | 8     |
| 12    | 65 a 69 | 4     |
| 16    | 60 a 64 | 32    |
| 16    | 55 a 59 | 0     |
| 24    | 50 a 54 | 24    |
| 32    | 45 a 49 | 40    |
| 12    | 40 a 44 | 32    |
| 16    | 35 a 39 | 8     |
| 16    | 30 a 34 | 24    |
| 4     | 25 a 29 | 12    |
| 20    | 20 a 24 | 32    |
| 40    | 15 a 19 | 24    |
| 12    | 10 a 14 | 24    |
| 12    | 5 a 9   | 12    |
| 12    | 0 a 4   | 12    |

## Economia
El 2007 la població en edat de treballar era de 398 persones, 292 eren actives i 106 eren inactives. De les 292 persones actives 265 estaven ocupades (148 homes i 117 dones) i 27 estaven aturades (10 homes i 17 dones). De les 106 persones inactives 39 estaven jubilades, 35 estaven estudiant i 32 estaven classificades com a «altres inactius».

### Ingressos
El 2009 a Croismare hi havia 244 unitats fiscals que integraven 654 persones, la mediana anual d'ingressos fiscals per persona era de 17.926 €.

### Activitats econòmiques
Dels 10 establiments que hi havia el 2007, 7 eren d'empreses de construcció, 1 d'una empresa d'informació i comunicació i 2 d'empreses de serveis.
Dels 5 establiments de servei als particulars que hi havia el 2009, 1 era un guixaire pintor, 2 fusteries i 2 electricistes.
L'any 2000 a Croismare hi havia 14 explotacions agrícoles que ocupaven un total de 430 hectàrees.

## Equipaments sanitaris i escolars
El 2009 hi havia una escola elemental.

## Poblacions més properes
El següent diagrama mostra les poblacions més properes.